# Sven-Eric Nilsson
Sven-Eric Samuel Nilsson, född 29 september 1925 i Lund, Malmöhus län, död 8 maj 2009 i Östra Torns församling, Skåne län, var en svensk jurist och politiker, socialdemokrat.

## Biografi
Efter studentexamen i Hässleholm 1945 blev Nilsson juris kandidat vid Lunds universitet 1951, genomförde tingstjänstgöring i Sollentuna och Färentuna domsaga 1952–54, blev fiskal i Svea hovrätt 1955, assessor 1961, byråchef för lagärenden i finansdepartementet 1962, departementsråd där 1965, var konsultativt statsråd 1964–73, ambassadör i Bern 1973–82 samt generaldirektör och chef för Kammarkollegiet 1983–91. 
Nilsson var sekreterare i Arbetsdomstolen 1958–60 (biträdande 1957), biträdande i finansdepartementets rättsavdelning 1961–62, expert i jordabalksutredningen 1962–63, ledamot av kreditinstitutredningen 1962–64 och aktiefondsutredningen 1963–64. Han var biträdande lärare vid Stockholms universitet 1959–64. 
Under sin tid som konsultativt statsråd var Nilsson bland annat var en av tillskyndarna för avskaffandet av den så kallade kanslisvenskan. Han var uppväxt i Hästveda i Skåne och ägnade sig på fritiden åt forskning kring Göingebygdens historia. Med åren blev han en erkänd expert i ämnet, och författade en mängd artiklar i lokalpressen och i olika hembygdsföreningars skrifter. I Osby hembygdsförenings årsbok skrev han bland annat Från kyrkby till municipalsamhälle (I–VI, 1986–91 och Södra stambanans väg till Osby (I–IV, 1993–98). Hans mycket omfattande bibliotek och forskningsarkiv har donerats till Hässleholms stadsbibliotek.